# JumboMail
JumboMail es un servicio gratuito basado en la nube para el envío y el almacenamiento de archivos de gran tamaño. El objetivo del servicio es proporcionar a los usuarios con un simple y fácil manejo y manipulación de archivos de gran tamaño en la red, que no puede ser transferida a través de servicios de correo electrónico regulares (como Gmail, Yahoo y otros). El servicio le permite compartir archivos de todo tipo por Correo electrónico, incluyendo imágenes, vídeos, música, documentos y mucho más.
Establecido en 2010 por Eran y Shahar Ronen, JumboMail es actualmente el servicio de intercambio de archivos de más rápido crecimiento en España para la transferencia de archivos multimedia, con una cuota de mercado del 44% con más de 300.000 usuarios únicos cada mes.
En el año de 2016 JumboMail se recarga con una nueva versión y un nuevo modelo de negocio que incluyen el envío de archivos de hasta 5GB libre y hasta 250GB a los suscriptores de pago.

## Usos
El intercambio de archivos se realiza rellenando un formulario que incluye la capacidad para enviar hasta 50 destinatarios (direcciones de correo electrónico) o cargar y descargar archivos directamente desde el servidor sin tener que insertar un destinatario específico. Después de llenar el usuario selecciona qué archivos de formulario para subir archivos arrastrando o haciendo clic en "Agregar carpeta" o "Agregar archivos". Después de cargar los archivos, el remitente recibe un enlace para descargar el soporte, que se puede ver en línea y descargar archivos a un ordenador.
Los archivos compartidos se almacenan durante 7 días (pero pueden hacer que compartir en Facebook para guardar los archivos en 7 días) y luego eliminado. Como parte del servicio que se puede adquirir una suscripción que permite guardar archivos a largo plazo.